# Моос, Петр
Пётр Моос (чеш. Petr Moos, 3 февраля 1946 года — 23 февраля 2024 года) — чешский инженер, учёный и политик, министр транспорта Чешской Республики (1998). Преподаватель высшей школы. Первый декан факультета транспортной инженерии Чешского технического университета в Праге (1994).

## Биография
Окончил электротехнический факультет Чешского технического университета в Праге по специальности «радиоэлектроника» (1969), в 1974 году получил учёную степень кандидат технических наук по специальности коммуникационные технологии. В 1989 году был назначен доцентом на факультете строительства Чешского технического университета, вёл работу по техническому оборудованию зданий, возглавил кафедру. Прошёл хабилитацию на факультете электротехники Чешского технического университета (1994) по специальности радиоэлектроника и телекоммуникации. В 1993—1999 годах занимал пост декана факультета транспортной инженерии Чешского технического университета, основателем которого он был. Профессор в области коммуникационных технологий с 1996 года.
С 2 января 1998 года по 23 июля 1998 года был министром транспорта и коммуникаций в правительстве Йозефа Тошовского. С 1999 по 2006 год он был заместителем декана по науке и исследованиям на факультете искусств Чешского технического университета, а в 2006 году был переизбран Академическим советом на должность декана. Он также был руководителем Института информатики и телекоммуникаций на инженерном факультете Чешского технического университета в Праге. Он был членом учёных советов нескольких факультетов Чешской Республики. За рубежом он работал заместителем председателя комитета EURNEX (Сеть передового опыта 68 европейских университетских и ведомственных научно-исследовательских институтов). Он был ведущим координатором Сети передового опыта CEEC и руководителем рабочей группы WP 4 в проекте EURNEX. Прошёл зарубежные исследовательские стажировки в ряде западноевропейских университетов, а также на рабочих местах в США.
В сферу его профессиональных интересов входили инженерная информатика, телекоммуникации, телематика и транспортная политика. Он был автором или соавтором более 120 профессиональных статей в журналах и докладов на международных конференциях, 4 монографий и десятков учебников.
На муниципальных выборах 2014 года он баллотировался в качестве беспартийного кандидата в Пражский городской совет от партии SD-SN по списку кандидатов партии «Демократические силы» имени Яна Касла, но безуспешно.
В 2015 году был награждён медалью «За заслуги» первой степени.
13 июля 2018 года правление Чешских железных дорог утвердило его в качестве члена Наблюдательного совета и рекомендовало его на должность председателя Наблюдательного совета, учитывая его профессиональный и профессиональный опыт. 30 апреля 2019 года по состоянию здоровья он ушёл в отставку с должности председателя и члена Наблюдательного совета.
Был женат, жена Йиржина Моосова, в браке родилось трое детей (сын Петр — клинический психолог, дочь, сын Марек — специалист по информационным технологиям).
Пётр Моос умер 23 февраля 2024 года в возрасте 78 лет.